# Natatio

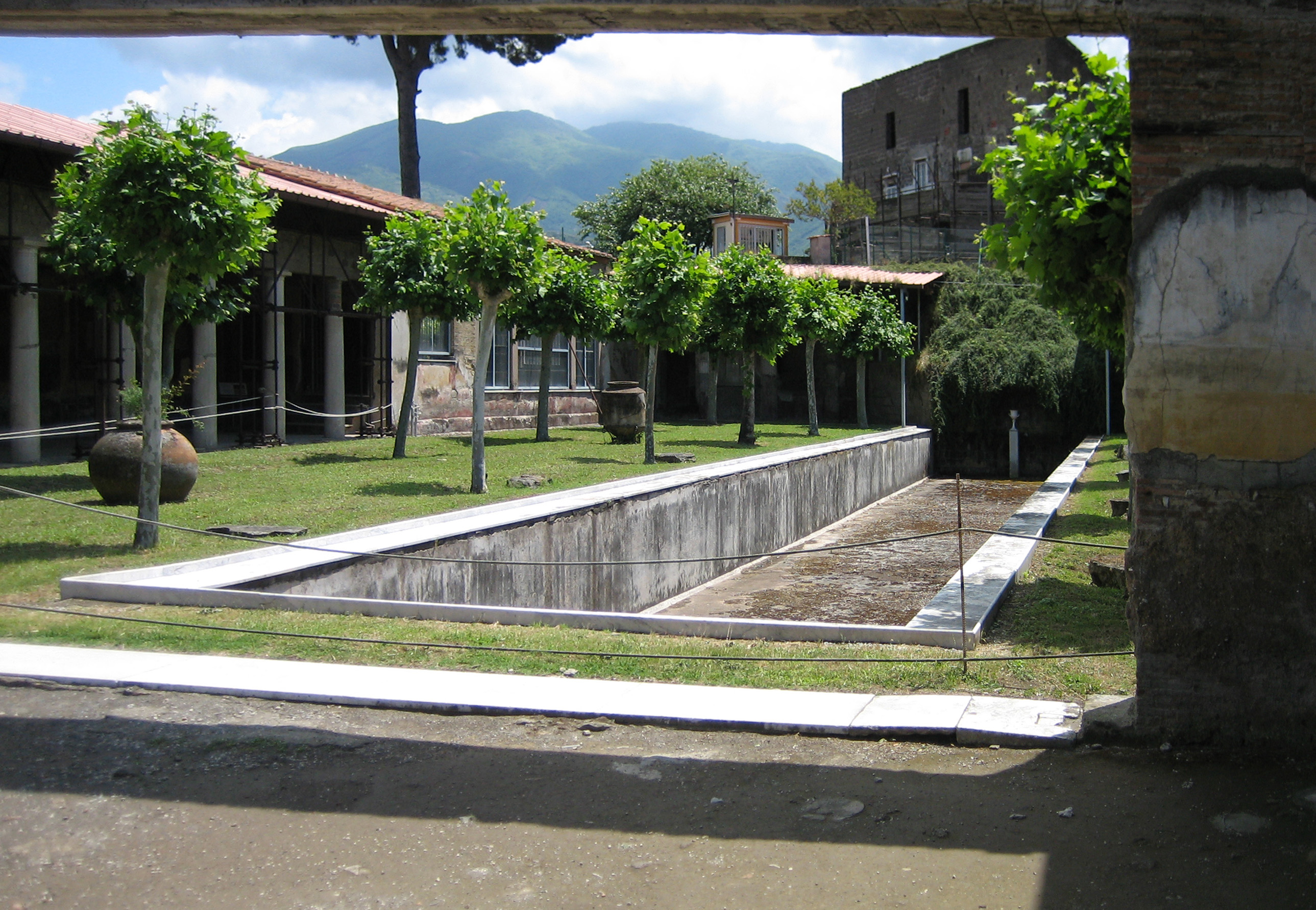
Natatio en el peristilo de la Villa San Marco en la antigua Stabiae, moderno Castellammare di Stabia en Campania, Italia.

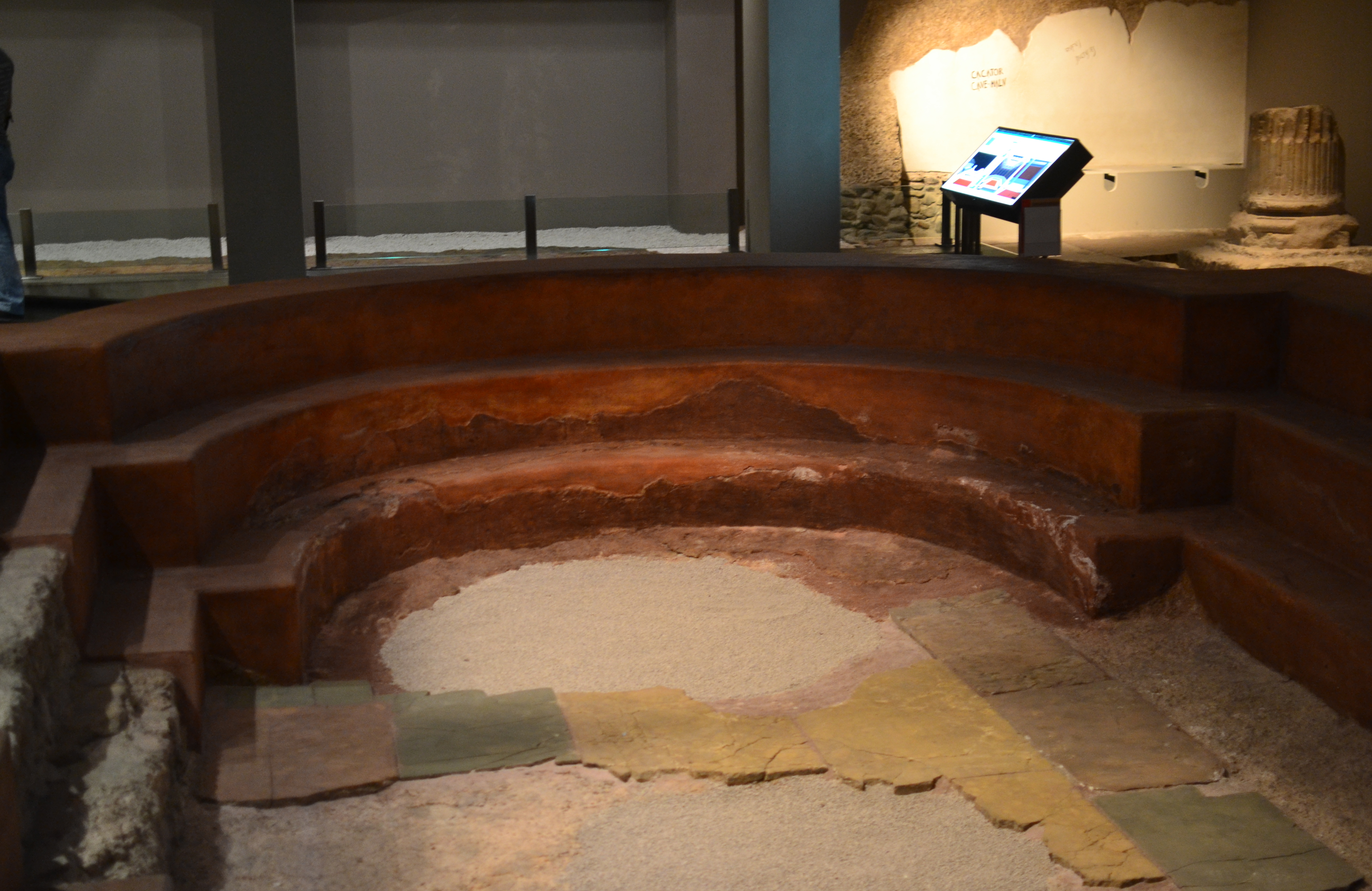
Natatio de las Termas romanas de Caesaraugusta.

La natatio era, para los romanos, una piscina de natación situada, en la mayor parte de los casos, al aire libre. La mayoría de las veces se encuentran natationes en relación con complejos termales generalmente termas de los Césares, como puede verse entre otras en las siguientes:
- las Termas de Diocleciano en Roma
- las Termas de Caracalla en Roma
- las Termas Stabianas en Pompeya
- el Gimnasio de Vedio en Éfeso
- las Termas romanas de Caesaraugusta en Zaragoza.
- El Complejo de Sanxay en la Galia

Además de la palabra natatio, los autores antiguos usaban también otros términos como sinónimos de los grandes baños, sin calefacción o piscinas de natación, sin que sean distinguidas éstas de manera especial:
- natatorium (más bien un lugar adecuado para la natación, no en todo caso creado de forma artificial)
- piscina (también sirve como denominación para estanques de peces)
- lutron (en griego antiguo, λοῦτρον, «el baño»)
- puteus (estanques cavados, pozos)

El vaso de la piscina solía tener incrustaciones de mármol, y estar parcialmente cubierto, como puede verse en las de Pompeya. Las dimensiones, en comparación con las de las actuales, son relativamente pequeñas.